# Leishmania aethiopica
Leishmania aethiopica é uma espécie de protozoário flagelado da família Trypanosomatidae. A espécie é o agente etiológico da leishmaniose cutânea do Velho Mundo.
A espécie foi descrita em 1973 por Bray e colaboradores como Leishmania aethiopica.